# Saint-Thomas (Haute-Garonne)
Saint-Thomas is een gemeente in het Franse departement Haute-Garonne (regio Occitanie) en telt 472 inwoners (1999). De plaats maakt deel uit van het arrondissement Muret.

## Geografie
De oppervlakte van Saint-Thomas bedraagt 13,9 km², de bevolkingsdichtheid is 34,0 inwoners per km².
De onderstaande kaart toont de ligging van Saint-Thomas (Haute-Garonne) met de belangrijkste infrastructuur en aangrenzende gemeenten.

## Demografie
Onderstaande figuur toont het verloop van het inwonertal (bron: INSEE-tellingen).